# Côtes de Saint-Mont

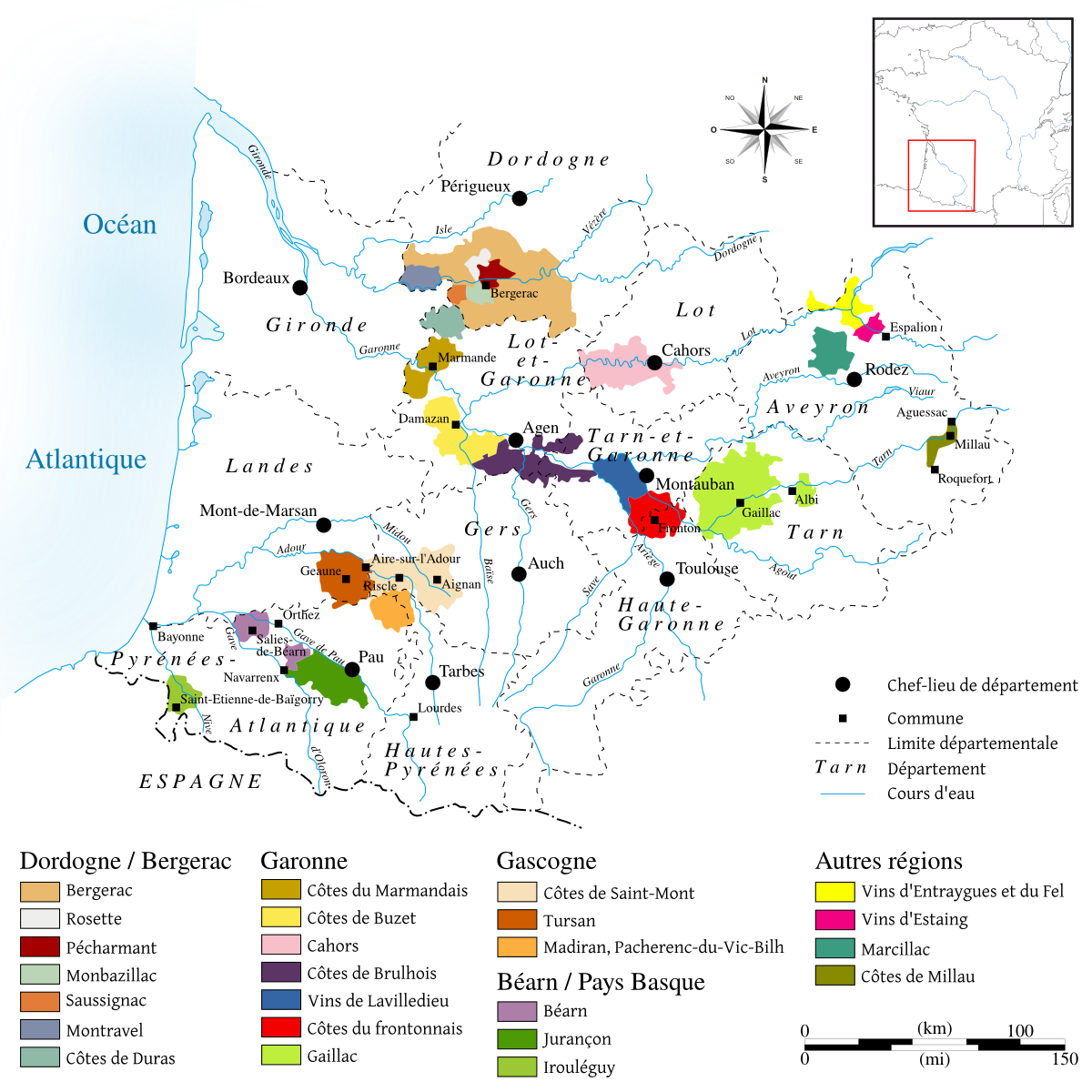
Die Weinanbauregion Sud-Ouest

Das Weinbaugebiet Côtes de Saint-Mont liegt nördlich der Appellation Madiran im Süden der Weinbauregion Sud-Ouest in Südwest-Frankreich. Die Weinberge umfassen über 1.000 Hektar Rebfläche und verfügen seit dem 25. März 1981 über den Status einer VDQS. Zugelassene Rebflächen liegen in den 48 Gemeinden Aignan, Aire-sur-l’Adour, Arblade-le-Bas, Armentieux, Armous-et-Cau, Aurensan, Avéron-Bergelle, Barcelonne-du-Gers, Beaumarchés, Bernède, Bouzon-Gellenave, Castelnavet, Caumont, Corneillan, Couloumé-Mondebat, Courties, Dému, Fustérouau, Gazax-et-Baccarisse, Goux, Jû-Belloc, Labarthète, Ladevèze-Rivière, Ladevèze-Ville, Lannux, Lasserrade, Lelin-Lapujolle, Louslitges, Loussous-Débat, Lupiac, Margoüet-Meymès, Maulichères, Peyrusse-Grande, Peyrusse-Vieille, Plaisance-du-Gers, Pouydraguin, Projan, Riscle, Sabazan, Saint-Aunix-Lengros, Saint-Mont, Saint-Pierre-d’Aubézies, Sarragachies, Séailles, Tasque, Termes-d’Armagnac, Tieste-Uragnoux, Vergoignan und Verlus, alle im Département Gers gelegen.
Rotwein und Roséwein werden aus den Rebsorten Tannat (Anteil mindestens 60 %), Fer Servadou (Anteil mindestens 10 %, ab dem Erntejahr 2020 muss dieser Anteil mindestens 20 % betragen), Cabernet Sauvignon, Cabernet Franc und Merlot verschnitten. Seit 1997 ist das Neuanlegen von Anlagen mit Merlot untersagt. Ab 2020 darf der Merlot nicht mehr für die Herstellung des Weins verwendet werden. Der Mindestalkoholgehalt liegt bei 10 Volumenprozent.
Der Weißwein besteht aus Arrufiac (Anteil mindestens 20 %), Courbu (Anteil mindestens 20 %), sowie Gros Manseng und Petit Manseng (Anteil maximum 20 %). Der gemeinsame Anteil von Petit Manseng und Gros Manseng darf somit 60 % nicht überschreiten. Der Mindestalkoholgehalt liegt bei 10 Volumenprozent.
Generell gilt eine Erntebeschränkung von max. 60 Hektoliter/Hektar.